# Tripteroides lipovskyi
Tripteroides lipovskyi is een muggensoort uit de familie van de steekmuggen (Culicidae). De wetenschappelijke naam van de soort werd voor het eerst geldig gepubliceerd in 1950 door John Nicholas Belkin.